# Hāwea Conservation Park
Der Hāwea Conservation Park ist ein Naturschutzpark in der Region Otago auf der Südinsel von Neuseeland. Der Park untersteht dem Department of Conservation.

## Geographie
Der Hāwea Conservation Park befindet sich angrenzend am nordöstlichen Teil des Mount Aspiring National Park und östlich des Lake Wānaka sowie beidseits des Lake Hāwea. Im Osten grenzt der Park an den Ahuriri Conservation Park an und im Süden läuft er mit den Gebirgszügen McKerrow Range und Huxley Range aus. Bei einer Gesamtfläche von über 105.000 Hektar dehnt sich der Park über eine Länge von 66 km in Südsüdwest-Nordnordost-Richtung aus und misst an seiner breitesten Stelle in Ost-West-Richtung 35 km.

## Geschichte
Nach der Beendigung von den Pachtverträgen des Makarora, Ben Avon und Longslip genannten Farmlandes, wurde das Land zusammen mit bereits ausgewiesenen Schutzgebieten im Jahr 2008 zum Hāwea Conservation Park geformt. Das Farmland der Birchwood Station, das sich im oberen Verlauf des kleinen Flusses Dingle Burn befand, wurde vom Nature Heritage Fund erworben und dem Park zugeordnet. Der Hāwea Conservation Park war damit der neunte und seinerzeit größte Conservation Park, den die neuseeländische Regierung seit den 2000er Jahren ausgewiesen hatte.